# Kurarua cuprea
Kurarua cuprea là một loài bọ cánh cứng trong họ Cerambycidae.